# Golfbaan Het Woold
Golfbaan het Woold  is een golfbaan in Heusden, een dorp aan de rand van Nationaal Park De Groote Peel.
Het Woold bestaat uit twee golfbanen, de Vier Eijckenbaan met 18-holes (par 72) en de Gezandebaan met negen korte holes (par 27).
De Vier Eijckenbaan werd in 2011 aangelegd. Baanarchitect Han Wessels heeft met de Vier Eijckenbaan een uitdagende golfbaan gecreëerd voor beginnende golfers, maar ook voor gevorderden en scratchspelers. De baan bestaat uit vier afwisselende zones, een boszone, een waterzone, een heidezone en een natuurzone. Beide lussen van negen holes van de Vier Eijckenbaan doorlopen alle zones. Op 20 mei 2012 openden golfrestaurant Volentieri en het clubhuis en alle oefenfaciliteiten, waaronder een nieuwe drivingrange, putting greens en een chipping green.
Rob Mouwen is de clubprofessional. In december 2005 kreeg hij de A-status, en sinds 2007 is hij gespecialiseerd Putting Coach.

## Trivia
- Zie ook de Lijst van golfbanen in Nederland